# أبلاين سان نازير
أبلان سان نازير (بالفرنسية: Ablain-Saint-Nazaire)‏ هي بلدية فرنسية تقع في إقليم باد كاليه من منطقة نور با دو كاليه في شمال فرنسا. تبلغ مساحة هذه المدينة 9.85 (كم²)، وترتفع عن سطح البحر 95 م، يبلغ عدد سكانها 1828 نسمة حسب إحصاء المعهد الوطني للإحصاء والدراسات الاقتصادية سنة 2009 م. وترأس Dominique Robillart البلدية خلال فترة (2008-2014).